# 逆火
逆火（ぎゃっか）は、ガス火炎を使用中に火炎が火口からガスの供給側へ戻る現象。機器類を破裂させることがある。

## 逆火の種類

### 持続性逆火
火口の先端が閉塞されたことにより、逆火と同時に火炎が滞留する現象。

### フラッシュバック
ホースなどガス供給路に混合ガスが発生し、逆火と同時に火炎が管内を通り抜け、ガス供給元まで達する現象。ホースや調整器などを破損させてしまうことがある。
バーナーの場合、炎孔から出るガスと空気の混合気の噴出速度と燃焼速度が釣り合っているときに炎は最も安定するが、フラッシュバックは燃焼速度が噴出速度より大きいときに生じる。フラッシュバックは、腐食等により炎孔が大きくなっている場合、何らかの原因でガス量が減少している場合、空気調節器が開きすぎている場合などが原因となる。
なお、フラッシュバックとは反対に、燃焼速度が噴出速度より小さくなり、炎が炎孔に接することなく上方に離れる現象をリフティング（扇火）という。